# Jan Filoponos
Jan Filoponos, také Johannes Philoponus nebo Grammaticus (asi 490 – asi 570, Alexandrie) byl řecký křesťanský filosof, vědec a teolog, komentátor, ale také kritik Aristotela, zejména jeho představ o věčnosti vesmíru. Zabýval se hlavně logikou, filosofií, fyzikou a teologií.

## Život a dílo
Filoponos se narodil v Alexandrii v křesťanské rodině, studoval filosofii u novoplatonika Ammonia, žáka Proklova a stal se jeho asistentem. Napsal řadu komentářů k Aristotelovi, kde ale kritizoval názory, které pokládal za nedůsledné a sporné. To se týká zejména Aristotelovy nauky o věčném trvání světa, kterou vyvracel aristotelovskými argumenty, ale také nauky o pohybu. Nahradil ji vlastní teorií impetu, tj. přesvědčením, že těleso uvedené do pohybu obsahuje jisté množství energie, takže se pohybuje dál, i když síla přestane působit, až do okamžiku, kdy se tato energie vyčerpá. Tím se mu podařilo sjednotit různé případy pohybu a stal se tak jedním z předchůdců teorie setrvačnosti. Filoponos také odmítl Aristotelovu teorii éteru a usoudil, že Slunce je svou povahou oheň.
Když roku 529 císař Justinián zrušil athénskou Akademii, napadl její učitel Simplikios Filopona kvůli nauce o Stvoření, na což Filoponos odpověděl spisem „O stvoření světa“. V pozdějším věku se věnoval hlavně teologickým otázkám, hájil nauku o Stvoření z ničeho proti Proklovi a napsal i několik spisů o Boží Trojici a christologii. Když se tyto nauky v církvi ustálily, bylo Filoponovo učení posmrtně roku 680 prohlášeno za heretické, což omezilo jeho další vliv. Řada jeho spisů však byla přeložena do syrštiny, do arabštiny a do latiny a v opisech kolovaly po celý středověk. Na nauku o impetu navázali pařížští učitelé Jean Buridan a Nicolas Oresme. Od 15. století vycházely Filoponovy spisy tiskem a silně ovlivnily například Pico della Mirandolu a Galilea Galilei, který ho hojně citoval. Filoponovo pojetí homogenního prostoru ovlivnilo renesanční myšlení o perspektivě, zejména G. B. Albertiho.